# Élection présidentielle chilienne de 1958
L'élection présidentielle chilienne de 1958 se déroule le 4 septembre 1958. Elle est remportée par Jorge Alessandri Rodríguez qui obtient 31,56 % des voix. 

## Système électoral
L'élection est organisée au système de la majorité absolue selon lequel un candidat doit rassembler plus de 50 % du vote populaire pour être élu. Si aucun candidat ne reçoit plus de 50 % des voix, les deux chambres du Congrès national se réunissent pour voter, avec pour choix les deux candidats ayant obtenu le plus de voix à l'issue du vote populaire.

## Candidats

### Luis Bossay Leiva
À la fin du mois de juin 1957, le sénateur de Valparaiso Luis Bossay Leiva (es) est choisi pour représenter le Parti radical. Ce parti espérait récupérer la présidence de la République, après l'avoir remporté à trois reprises avant la victoire de Carlos Ibáñez del Campo.

### Eduardo Frei Montalva
Le 18 juillet 1957 un manifeste public est publié dans lequel Eduardo Frei Montalva est désigné comme « l'homme capable de donner au pays l'unité, la confiance et la direction responsable dont il a besoin ». Sa candidature est soutenue par le Parti démocrate-chrétien du Chili, le Parti des travailleurs agraires (es) et le Parti national (es). 

### Salvador Allende Gossens
La gauche, unifiée au sein du Front de l'action populaire (es), a désigné pour candidat unique le représentant du Parti socialiste du Chili, Salvador Allende, lors de la Convention présidentielle du peuple qui s'est tenue du 15 au 17 septembre 1957. Les autres candidats étaient : Mamerto Figueroa (ANT), Rudecindo Ortega (PRD), Humberto Mewes (PT), Guillermo del Pedregal (indépendant) et Francisco Cuevas Mackenna (indépendant).
Sénateur de Magallanes, Allende s'était déjà présenté comme candidat à la présidence en 1952, ne récoltant que 5,45 % des suffrages. Toutefois, son discours et son activité politique ont fait de lui le candidat naturel de la gauche.

### Jorge Alessandri Rodríguez

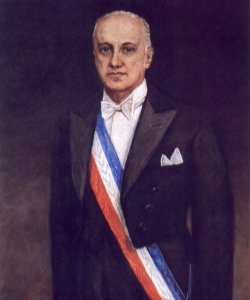
Jorge Alessandri.

Dès le milieu de l'année 1957, Jorge Alessandri était fréquemment cité comme candidat idéal de la droite pour l'élection présidentielle de 1958. Fils de l'ancien président Arturo Alessandri Palma, il s'est très tôt engagé en politique en tant que parlementaire et ministre d'État, bien qu'il eût un profil beaucoup plus discret que son père, connu pour son ardeur politique. En dépit de son image d'homme clairsemé, Jorge Alessandri était un leader populaire, réticent à se mêler à la lutte des partis politiques.
Pour l'élection présidentielle de 1958, Jorge Alessandri s'est présenté en tant qu'indépendant mais était cependant soutenu par plusieurs partis don notamment le Parti conservateur uni (es) et le Parti libéral. Le soutien de ces deux partis n'a pas été acquis sans difficulté. 
Le candidat Eduardo Frei du Parti démocrate-chrétien du Chili avait officiellement demandé, par écrit, le soutien du Parti libéral. Dans sa lettre, il soulignait qu'il était le meilleur candidat pour l'avenir et que le soutenir ne signifiait pas renoncer aux différences idéologiques entre son parti et le Parti libéral. De même, certains membres du Parti conservateur soutenaient Frei.
Un événement fortuit est venu enterrer les espoirs de Frei d'être soutenu par le Parti libéral. Au moment de prononcer un discours engagé pour soutenir Alessandri au cours d'une réunion du Parti libéral, le député Raúl Marín Balmaceda a eu une crise cardiaque et est soudainement tombé à terre, mourant peu de temps après. Cet événement a provoqué un vif choc émotionnel. Peu de temps après, le parti conservateur a proclamé Alessandri comme candidat officiel et a officiellement demandé l'appui du Parti libéral. Alessandri a été choisi comme candidat du Parti libéral avec 327 voix contre 147 pour Frei.

### Antonio Zamorano Herrera
Antonio Zamorano Herrera (es), populairement connu sous le nom de Cura de Catapilco (en français : curé de Catapilco (es)), était un personnage particulier de la province de Valparaíso. Il était un ancien curé de la ville de Catapilco et député du Front de l'action populaire (es) (FRAP) en 1957, représentant Talca. D'un langage folklorique et incisif, il a réussi à réunir autour de sa candidature des soutiens dans les secteurs populaires de Valparaiso, Aconcagua, Talca, Linares et d'autres régions rurales du Chili.
Malgré sa proximité avec le FRAP, il n'a pas retiré sa candidature, ce qui a affecté directement celle d'Allende. Pour certains analystes, qui n'avancent pas de preuves fiables, la campagne d'Antonio Zamorano a probablement été financée par des partisans d'Alessandri dans le but de gêner Allende.

## Sondage
Un sondage a été réalisé dans la province de Santiago.
| Institut | Date                 | Alessandri (Ind.) | Allende (PS) | Frei (PDC) | Bossay (PR) | Zamorano (Ind.) |
| -------- | -------------------- | ----------------- | ------------ | ---------- | ----------- | --------------- |
| Institut | Date                 |                   |              |            |             |                 |
| E. Hamuy | Juillet et août 1958 | 38,6 %            | 27,3 %       | 20,8 %     | 12,7 %      | 0,6 %           |

## Résultats

### Vote populaire

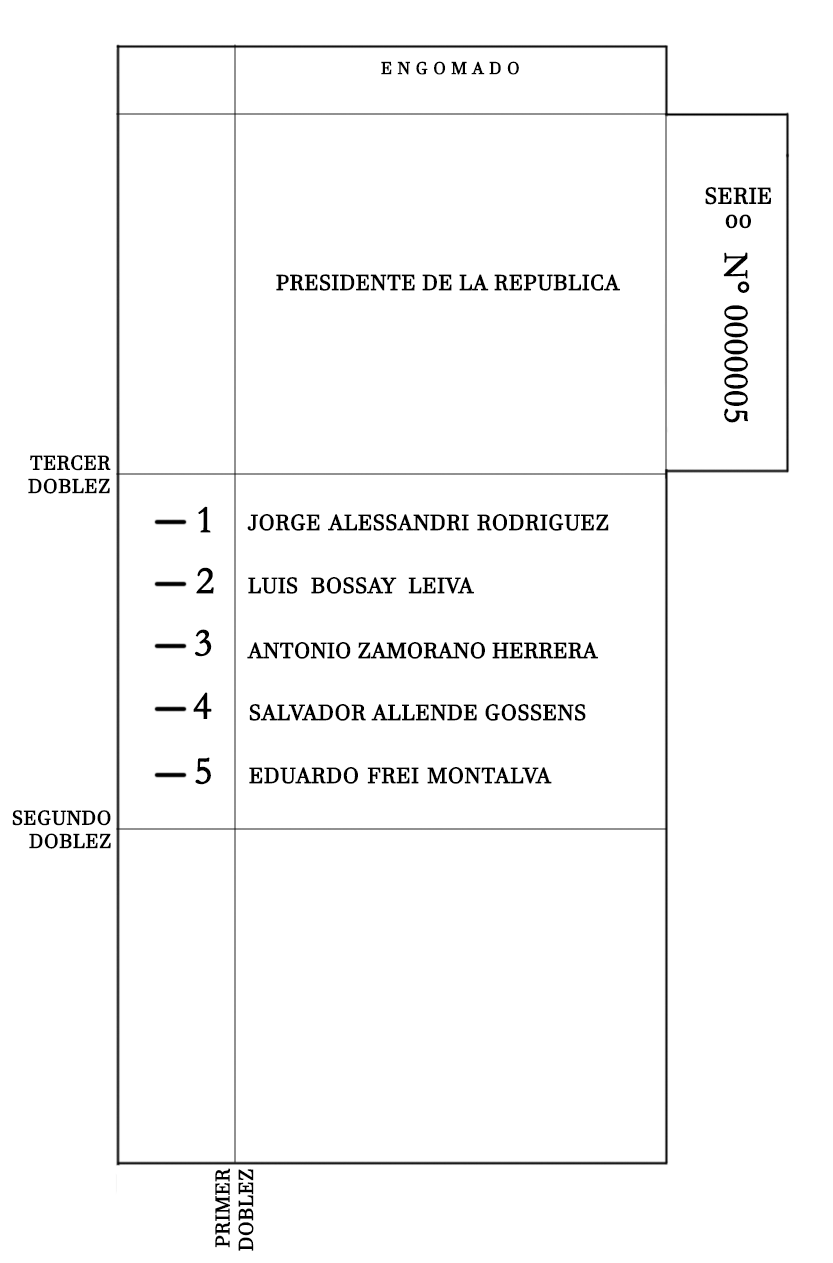
Fac-similé du bulletin de vote utilisé lors de l'élection.

Le 4 septembre, jour du scrutin, deux tremblements de terre ont eu lieu au Chili : un à 10 heures 45 (heure locale) qui a été ressenti à Arica, et un autre à 17 heures 55, ressenti à Santiago. Ils n'ont pas affecté le déroulement des opérations de vote.
Les premiers résultats de l'élection ont été donnés à Algarrobito, dans la région de Coquimbo. Dans cette localité, Alessandri a obtenu sept voix, Bossay cinq, Frei deux et Allende une.
| Candidat                          | Candidat                          | Parti / coalition                 | Score     | Score |
| Candidat                          | Candidat                          | Parti / coalition                 | Voix      | %     |
| --------------------------------- | --------------------------------- | --------------------------------- | --------- | ----- |
|                                   | Jorge Alessandri                  | Indépendant                       | 389 909   | 31,56 |
|                                   | Salvador Allende                  | Parti socialiste du Chili         | 356 493   | 28,85 |
|                                   | Eduardo Frei Montalva             | Parti démocrate-chrétien du Chili | 255 769   | 20,70 |
|                                   | Luis Bossay (es)                  | Parti radical                     | 192 077   | 15,55 |
|                                   | Antonio Zamorano (es)             | Indépendant                       | 41 304    | 3,34  |
|                                   |                                   |                                   |           |       |
| Votes valides                     | Votes valides                     | Votes valides                     | 1 235 552 | 98,82 |
| Votes blancs et nuls              | Votes blancs et nuls              | Votes blancs et nuls              | 14 798    | 1,18  |
| Total                             | Total                             | Total                             | 1 250 350 | 100   |
| Nombre d'inscrits / participation | Nombre d'inscrits / participation | Nombre d'inscrits / participation | 1 497 902 | 83,47 |

### Vote du congrès
Comme aucun des candidats n'a obtenu la majorité absolue, il appartient, selon la Constitution de 1925, au Congrès de choisir entre les deux candidats qui ont obtenu la majorité relative la plus élevée. À l'issue de ce vote, Jorge Alessandri est élu.
| Candidat                          | Candidat                          | Parti / coalition                 | Score | Score |
| Candidat                          | Candidat                          | Parti / coalition                 | Voix  | %     |
| --------------------------------- | --------------------------------- | --------------------------------- | ----- | ----- |
|                                   | Jorge Alessandri                  | Indépendant                       | 147   | 84,97 |
|                                   | Salvador Allende                  | Parti socialiste du Chili         | 26    | 15,03 |
|                                   |                                   |                                   |       |       |
| Votes valides                     | Votes valides                     | Votes valides                     | 173   | 92,51 |
| Votes blancs et nuls              | Votes blancs et nuls              | Votes blancs et nuls              | 14    | 7,49  |
| Total                             | Total                             | Total                             | 187   | 100   |
| Nombre d'inscrits / participation | Nombre d'inscrits / participation | Nombre d'inscrits / participation | 192   | 97,40 |